# Irlandia na Letnich Igrzyskach Olimpijskich 2020
Irlandię na Letnich Igrzyskach Olimpijskich 2020 reprezentowało 116 zawodników: 63 mężczyzn i 57 kobiet. Był to 22. start reprezentacji Irlandii na letnich igrzyskach olimpijskich.

## Zdobyte medale[3]
| Medal | Zawodnik                                              | Dyscyplina  | Konkurencja                           | Rezultat                                                          | Data       |
| ----- | ----------------------------------------------------- | ----------- | ------------------------------------- | ----------------------------------------------------------------- | ---------- |
| Złoto | Fintan McCarthy Paul O’Donovan                        | Wioślarstwo | dwójka podwójna wagi lekkiej mężczyzn | 6:06,43                                                           | 29 lipca   |
| Złoto | Kellie Harrington                                     | Boks        | waga lekka kobiet                     | W finale pokonała reprezentantkę Brazylii Beatriz Ferreira 5:0    | 8 sierpnia |
| Brąz  | Aifric Keogh Eimear Lambe Fiona Murtagh Emily Hegarty | Wioślarstwo | czwórka bez sternika kobiet           | 6:20,46                                                           | 28 lipca   |
| Brąz  | Aidan Walsh                                           | Boks        | waga półśrednia mężczyzn              | W półfinale uległ reprezentantowi Wielkiej Brytanii Pat McCormack | 1 sierpnia |

## Skład kadry

### Badminton
| Zawodnik    | Konkurencja        | Faza grupowa                   | Faza grupowa                           | Faza grupowa     | Pozycja | 1/8              | Ćwierćfinały     | Półfinały        | Finał            | Finał   | Źródło            |
| Zawodnik    | Konkurencja        | Przeciwnik Wynik               | Przeciwnik Wynik                       | Przeciwnik Wynik | Pozycja | Przeciwnik Wynik | Przeciwnik Wynik | Przeciwnik Wynik | Przeciwnik Wynik | Pozycja | Źródło            |
| ----------- | ------------------ | ------------------------------ | -------------------------------------- | ---------------- | ------- | ---------------- | ---------------- | ---------------- | ---------------- | ------- | ----------------- |
| Nhat Nguyen | gra pojedyncza (m) | Karunaratne 2-0 (21-16, 21-14) | Wang Tzu-wei 1-2 (12-21, 21-18, 12-21) | N\A              | 2.      | NQ               | NQ               | NQ               | NQ               | 15.     | [ 4 ] [ 5 ] [ 6 ] |

### Boks
| Zawodnik          | Konkurencja              | 1/16             | 1/8                | Ćwierćfinał      | Półfinał         | Finał            | Finał   | Źródło |
| Zawodnik          | Konkurencja              | Przeciwnik Wynik | Przeciwnik Wynik   | Przeciwnik Wynik | Przeciwnik Wynik | Przeciwnik Wynik | Miejsce | Źródło |
| ----------------- | ------------------------ | ---------------- | ------------------ | ---------------- | ---------------- | ---------------- | ------- | ------ |
| Brendan Irvine    | waga musza mężczyzn      | Paalam P 1-4     | NQ                 | NQ               | NQ               | NQ               | 17.     | [ 7 ]  |
| Kurt Walker       | waga piórkowa mężczyzn   | Quiles W 5-0     | Mirzaxalilov W 4-1 | Ragan P 2-3      | NQ               | NQ               | 5       | [ 8 ]  |
| Aidan Walsh       | waga półśrednia mężczyzn | Bye              | Mengue W 5-0       | Clair W 4-1      | McCormack P WO   | NQ               | brąz    | [ 9 ]  |
| Emmett Brennan    | waga półciężka mężczyzn  | Rozmetov P 0-5   | NQ                 | NQ               | NQ               | NQ               | 17.     | [ 10 ] |
| Michaela Walsh    | waga piórkowa kobiet     | Bye              | Testa P 0-5        | NQ               | NQ               | NQ               | 9.      | [ 11 ] |
| Kellie Harrington | waga lekka kobiet        | Bye              | Nicoli W 5-0       | Khelif W 5-0     | Seesondee W 3-2  | Ferreira W 5-0   | złoto   | [ 12 ] |
| Aoife O’Rourke    | waga średnia kobiet      | Bye              | Li Qian P 0-5      | NQ               | NQ               | NQ               | 9.      | [ 13 ] |

### Gimnastyka
Mężczyźni
| Zawodnik         | Konkurencja                 | Kwalifikacje | Kwalifikacje | Finał  | Finał   | Źródło |
| Zawodnik         | Konkurencja                 | Wynik        | Pozycja      | Wynik  | Pozycja | Źródło |
| ---------------- | --------------------------- | ------------ | ------------ | ------ | ------- | ------ |
| Rhys McClenaghan | ćwiczenia na koniu z łękami | 15,266       | 2.           | 13,100 | 7.      | [ 14 ] |

Kobiety
| Zawodniczka | Konkurencja             | Kwalifikacje | Kwalifikacje | Kwalifikacje | Kwalifikacje | Kwalifikacje | Kwalifikacje | Finał     | Finał     | Finał     | Finał     | Finał | Finał   | Źródło |
| Zawodniczka | Konkurencja             | Przyrządy    | Przyrządy    | Przyrządy    | Przyrządy    | Razem        | Pozycja      | Przyrządy | Przyrządy | Przyrządy | Przyrządy | Razem | Pozycja | Źródło |
| Zawodniczka | Konkurencja             | V            | UB           | BB           | F            | Razem        | Pozycja      | V         | UB        | BB        | F         | Razem | Pozycja | Źródło |
| ----------- | ----------------------- | ------------ | ------------ | ------------ | ------------ | ------------ | ------------ | --------- | --------- | --------- | --------- | ----- | ------- | ------ |
| Megan Ryan  | wielobój indywidualnie  | 13,200       | 11,533       | 10,466       | 12,00        | 47,199       | 72.          | NQ        | NQ        | NQ        | NQ        | NQ    | NQ      | [ 15 ] |
| Megan Ryan  | ćwiczenia na poręczach  | N/A          | 11,533       | N/A          | N/A          | 11,533       | 76.          | NQ        | NQ        | NQ        | NQ        | NQ    | NQ      | [ 15 ] |
| Megan Ryan  | ćwiczenia na równoważni | N/A          | N/A          | 10,466       | N/A          | 10,466       | 88.          | NQ        | NQ        | NQ        | NQ        | NQ    | NQ      | [ 15 ] |
| Megan Ryan  | ćwiczenia wolne         | N/A          | N/A          | N/A          | 12,000       | 12,000       | 72.          | NQ        | NQ        | NQ        | NQ        | NQ    | NQ      | [ 15 ] |

### Golf
| Zawodnik         | Konkurencja | Runda 1 | Runda 2 | Runda 3 | Runda 4 | Łącznie | Łącznie | Łącznie | Źródło |
| Zawodnik         | Konkurencja | Wynik   | Wynik   | Wynik   | Wynik   | Wynik   | Par     | Pozycja | Źródło |
| ---------------- | ----------- | ------- | ------- | ------- | ------- | ------- | ------- | ------- | ------ |
| Stephanie Meadow | kobiety     | 72      | 66      | 68      | 66      | 272     | - 12    | 7.      | [ 16 ] |
| Leona Maguire    | kobiety     | 71      | 67      | 70      | 71      | 279     | - 5     | 23.     | [ 16 ] |
| Rory McIlroy     | Mężczyźni   | 69      | 66      | 67      | 67      | 269     | - 15    | 4.      | [ 17 ] |
| Shane Lowry      | Mężczyźni   | 70      | 65      | 68      | 71      | 274     | - 10    | 22.     | [ 17 ] |

### Hokej na trawie
Turniej kobiet
- Reprezentacja kobiet

| - Ayeisha McFerran - Chloe Watkins - Hannah Matthews - Sarah Torrans - Nicola Daly - Róisín Upton - Hannah McLoughlin - Deirdre Duke - Katie Mullan |  | - Shirley McCay - Sarah Hawkshaw - Elena Tice - Naomi Carroll - Lizzie Colvin - Sarah McAuley - Anna O’Flanagan - Michelle Carey - Zara Malseed |

| Drużyna  | Konkurencja | Faza grupowa          | Faza grupowa     | Faza grupowa     | Faza grupowa     | Faza grupowa        | Faza grupowa | Ćwierćfinały     | Półfinały        | Finał            | Pozycja | Źródło |
| Drużyna  | Konkurencja | Przeciwnik Wynik      | Przeciwnik Wynik | Przeciwnik Wynik | Przeciwnik Wynik | Przeciwnik Wynik    | Pozycja      | Przeciwnik Wynik | Przeciwnik Wynik | Przeciwnik Wynik | Pozycja | Źródło |
| -------- | ----------- | --------------------- | ---------------- | ---------------- | ---------------- | ------------------- | ------------ | ---------------- | ---------------- | ---------------- | ------- | ------ |
| Irlandia | kobiety     | Południowa Afryka 2:0 | Holandia 0:4     | Niemcy 2:4       | Indie 0:1        | Wielka Brytania 0:2 | 5.           | NQ               | NQ               | NQ               | 10.     | [ 18 ] |

### Jeździectwo
Ujeżdżenie
| Zawodnik       | Koń                      | Konkurencja | Grand Prix | Grand Prix | Grand Prix Special | Grand Prix Special | Finał | Finał | Źródło               |
| Zawodnik       | Koń                      | Konkurencja | Wynik      | Poz.       | Wynik              | Poz.               | Wynik | Poz.  | Źródło               |
| -------------- | ------------------------ | ----------- | ---------- | ---------- | ------------------ | ------------------ | ----- | ----- | -------------------- |
| Heike Holstein | Ujeżdżenie indywidualnie | Sambuca     | 68,432     | 37.        | NQ                 | NQ                 | NQ    | NQ    | [ 19 ] [ 20 ] [ 21 ] |

Skoki przez przeszkody
| Zawodnik                                   | Konkurencja   | Koń                             | Kwalifikacje | Kwalifikacje | Kwalifikacje | Kwalifikacje | Finał      | Finał       | Finał   | Pozycja | Źródło        |
| Zawodnik                                   | Konkurencja   | Koń                             | Kary         | Kary         | Łącznie      | Pozycja      | Kary       | Kary        | Łącznie | Pozycja | Źródło        |
| Zawodnik                                   | Konkurencja   | Koń                             | Przeszkody   | Limit czasu  | Łącznie      | Pozycja      | Przeszkody | Limit czasu | Łącznie | Pozycja | Źródło        |
| ------------------------------------------ | ------------- | ------------------------------- | ------------ | ------------ | ------------ | ------------ | ---------- | ----------- | ------- | ------- | ------------- |
| Darragh Kenny                              | indywidualnie | Cartello                        | 0            | 0            | 0            | 1.           | 8          | 0           | 8       | 17.     | [ 22 ] [ 23 ] |
| Bertram Allen                              | indywidualnie | Pacino Amiro                    | 0            | 0            | 0            | 1.           | 8          | 0           | 8       | 15.     | [ 22 ] [ 23 ] |
| Cian O’Connor                              | indywidualnie | Kilkenny                        | 0            | 0            | 0            | 1.           | 0          | 1           | 1       | 7.      | [ 22 ] [ 23 ] |
| Darragh Kenny Bertram Allen Shane Sweetnam | drużynowo     | Cartello Pacino Amiro Alejandro | WD EL        | 0            | EL           | EL           | DNF        | DNF         | DNF     | DNF     | [ 24 ] [ 25 ] |

WKKW
| Zawodnik                                              | Konkurencja   | Koń                                                   | Ujeżdżenie | Cross country | Skoki (runda kwalifikacyjna) | Razem     | Skoki (runda finałowa) | Finał  | Pozycja | Źródło |
| ----------------------------------------------------- | ------------- | ----------------------------------------------------- | ---------- | ------------- | ---------------------------- | --------- | ---------------------- | ------ | ------- | ------ |
| Sam Watson                                            | indywidualnie | Flamenco                                              | 34,30      | 13,00         | 8,00                         | 55,30     | NQ                     | NQ     | 30.     | [ 26 ] |
| Austin O’Connor                                       | indywidualnie | Colorado Blue                                         | 38,00      | 0,00          | 4,00                         | 42,00     | 4,00                   | 46,00  | 13.     | [ 26 ] |
| Sarah Ennis                                           | indywidualnie | Woodcourt Garrison                                    | 38,10      | 37,60         | 4,00                         | 79,70     | NQ                     | NQ     | 36.     | [ 26 ] |
| Sam Watson Austin O’Connor Sarah Ennis Cathal Daniels | drużynowo     | Flamenco Colorado Blue Woodcourt Garrison Rioghan Rua | jak wyżej  | jak wyżej     | jak wyżej                    | jak wyżej | N/A                    | 177,00 | 8.      | [ 28 ] |

### Judo
| Zawodnik          | Konkurencja | 1/16                | 1/8                 | Ćwierćfinał         | Półfinał            | Repasaże            | Finał / 3.miejsce   | Finał / 3.miejsce | Źródła |
| Zawodnik          | Konkurencja | Przeciwniczka Wynik | Przeciwniczka Wynik | Przeciwniczka Wynik | Przeciwniczka Wynik | Przeciwniczka Wynik | Przeciwniczka Wynik | Pozycja           | Źródła |
| ----------------- | ----------- | ------------------- | ------------------- | ------------------- | ------------------- | ------------------- | ------------------- | ----------------- | ------ |
| Benjamin Fletcher | -100 kg (m) | Khurramov P 00-01   | NQ                  | NQ                  | NQ                  | NQ                  | NQ                  | 17.               | [ 29 ] |
| Megan Fletcher    | -70 kg (k)  | Polleres P 00-01    | NQ                  | NQ                  | NQ                  | NQ                  | NQ                  | 17.               | [ 30 ] |

### Kajakarstwo górskie
| Zawodnik   | Konkurencja | Eliminacje | Eliminacje | Eliminacje | Eliminacje | Eliminacje | Eliminacje | Półfinały | Półfinały | Finał | Finał   | Pozycja | Źródło |
| Zawodnik   | Konkurencja | P 1        | M.         | P 2        | M.         | Razem      | M.         | Czas      | Miejsce   | Czas  | Miejsce | Pozycja | Źródło |
| ---------- | ----------- | ---------- | ---------- | ---------- | ---------- | ---------- | ---------- | --------- | --------- | ----- | ------- | ------- | ------ |
| Liam Jegou | C-1 (m)     | 174,57     | 18.        | 104,40     | 9.         | 104,40     | 11.        | 208,39    | 15.       | NQ    | NQ      | 15.     | [ 31 ] |

### Kolarstwo

#### Kolarstwo szosowe
| Zawodnik      | Konkurencja                    | Czas       | Pozycja | Źródło |
| ------------- | ------------------------------ | ---------- | ------- | ------ |
| Edward Dunbar | wyścig ze startu wspólnego (m) | 6:21:46    | 76.     | [ 32 ] |
| Daniel Martin | wyścig ze startu wspólnego (m) | 6:09:04    | 16.     | [ 32 ] |
| Nicolas Roche | wyścig ze startu wspólnego (m) | 6:21:46    | 76.     | [ 32 ] |
| Nicolas Roche | jazda indywidualna na czas (m) | 1:01:23,13 | 28.     | [ 32 ] |

#### Kolarstwo torowe
Madison
| Zawodnik                   | Konkurencja | Punkty | Punkty  | Punkty  | Punkty  | Pozycja | Źródło |
| Zawodnik                   | Konkurencja | Sprint | Okr.pkt | Okr.pkt | Łącznie | Pozycja | Źródło |
| -------------------------- | ----------- | ------ | ------- | ------- | ------- | ------- | ------ |
| Zawodnik                   | Konkurencja | Sprint | +       | -       | Łącznie | Pozycja | Źródło |
| Mark Downey Felix English  | mężczyźni   |        |         | - 40    | DNF     | DNF     | [ 33 ] |
| Emily Kay Shannon McCurley | kobiety     |        |         | - 40    | DNF     | DNF     | [ 34 ] |

Omnium
| Zawodnik    | Konkurencja | Scratch | Scratch | Wyścig tempowy | Wyścig tempowy   | Wyścig tempowy | Wyścig eliminacyjny | Wyścig eliminacyjny | Wyścig punktowy | Wyścig punktowy | Wyścig punktowy | Suma punktów | Pozycja | Źródło |
| Zawodnik    | Konkurencja | Miejsce | Punkty  | Miejsce        | Punkty wyścigowe | Punkty         | Miejsce             | Punkty              | Sprint          | Okrążenia       | Miejsce         | Suma punktów | Pozycja | Źródło |
| ----------- | ----------- | ------- | ------- | -------------- | ---------------- | -------------- | ------------------- | ------------------- | --------------- | --------------- | --------------- | ------------ | ------- | ------ |
| Emily Kay   | kobiety     | 13.     | 16      | 13.            | -19              | 16             | 9.                  | 24                  |                 |                 | 15.             | 56           | 13.     | [ 34 ] |
| Mark Downey | mężczyźni   | 16.     | 10      | 19.            | -20              | 4              | 19.                 | 4                   |                 |                 | 9.              | 18           | 17.     | [ 33 ] |

### Lekkoatletyka
Konkurencje biegowe
| Zawodnik                                                      | Konkurencja                 | Eliminacje | Eliminacje | Półfinał | Półfinał | Finał   | Finał   | Źródło |
| Zawodnik                                                      | Konkurencja                 | Wynik      | Miejsce    | Wynik    | Miejsce  | Wynik   | Miejsce | Źródło |
| ------------------------------------------------------------- | --------------------------- | ---------- | ---------- | -------- | -------- | ------- | ------- | ------ |
| Marcus Lawler                                                 | 200 m (m)                   | 20,73      | 6.         | NQ       | NQ       | NQ      | NQ      | [ 35 ] |
| Leon Reid                                                     | 200 m (m)                   | 20,53      | 5.         | 20,54    | 7.       | NQ      | NQ      | [ 35 ] |
| Mark English                                                  | 800 m (m)                   | 1:46,75    | 4.         | NQ       | NQ       | NQ      | NQ      | [ 36 ] |
| Andrew Coscoran                                               | 1500 m (m)                  | 3:37,11    | 8.         | 3:35,84  | 10.      | NQ      | NQ      | [ 37 ] |
| Thomas Barr                                                   | 400 m przez płotki (m)      | 49,02      | 2.         | 48,26    | 4.       | NQ      | NQ      | [ 38 ] |
| Kevin Seaward                                                 | maraton (m)                 | N/A        | N/A        | N/A      | N/A      | 2:21:45 | 58.     | [ 39 ] |
| Paul Pollock                                                  | maraton (m)                 | N/A        | N/A        | N/A      | N/A      | 2:27:48 | 71.     | [ 39 ] |
| Stephen Scullion                                              | maraton (m)                 | N/A        | N/A        | N/A      | N/A      | DNF     | DNF     | [ 39 ] |
| David Kenny                                                   | chód na 20 km (m)           | N/A        | N/A        | N/A      | N/A      | 1:26,54 | 29.     | [ 40 ] |
| Brendan Boyce                                                 | chód na 50 km (m)           | N/A        | N/A        | N/A      | N/A      | 3:53:40 | 10.     | [ 41 ] |
| Alex Wright                                                   | chód na 50 km (m)           | N/A        | N/A        | N/A      | N/A      | 4:06:20 | 29.     | [ 41 ] |
| Phil Healy                                                    | 200 m (k)                   | 23,21      | 5.         | NQ       | NQ       | NQ      | NQ      | [ 42 ] |
| Phil Healy                                                    | 400 m (k)                   | 51,98      | 4.         | NQ       | NQ       | NQ      | NQ      | [ 43 ] |
| Nadia Power                                                   | 800 m (k)                   | 2:03,74    | 7.         | NQ       | NQ       | NQ      | NQ      | [ 44 ] |
| Louise Shanahan                                               | 800 m (k)                   | 2:03,57    | 7.         | NQ       | NQ       | NQ      | NQ      | [ 44 ] |
| Síofra Cléirigh Büttner                                       | 800 m (k)                   | 2:04,62    | 7.         | NQ       | NQ       | NQ      | NQ      | [ 44 ] |
| Ciara Mageean                                                 | 1500 m (k)                  | 4:07,29    | 10.        | NQ       | NQ       | NQ      | NQ      | [ 45 ] |
| Sarah Healy                                                   | 1500 m (k)                  | 4:09,78    | 11.        | NQ       | NQ       | NQ      | NQ      | [ 45 ] |
| Sarah Lavin                                                   | 100 m przez płotki (k)      | 13,16      | 7.         | NQ       | NQ       | NQ      | NQ      | [ 46 ] |
| Michelle Finn                                                 | 3000 m z przeszkodami (k)   | 9:36,26    | 9.         | N/A      | N/A      | NQ      | NQ      | [ 47 ] |
| Eilish Flanagan                                               | 3000 m z przeszkodami (k)   | 9:34,86    | 12.        | N/A      | N/A      | NQ      | NQ      | [ 47 ] |
| Fionnuala McCormack                                           | maraton (k)                 | N/A        | N/A        | N/A      | N/A      | 2:34:09 | 25.     | [ 48 ] |
| Aoife Cooke                                                   | maraton (k)                 | N/A        | N/A        | N/A      | N/A      | NQ      | NQ      | [ 48 ] |
| Cillin Greene Phil Healy Sophie Becker Christopher O’Donnell< | sztafeta mieszana 4 × 400 m | 3:12,88    | 8.         | N/A      | N/A      | 3:15,04 | 8.      | [ 49 ] |

### Pięciobój nowoczesny
| Zawodnik      | Konkurencja | Szermierka      | Szermierka | Szermierka | Pływanie | Pływanie | Pływanie | Jazda konna | Jazda konna | Kombinacja: strzelanie/bieg przełajowy | Kombinacja: strzelanie/bieg przełajowy | Kombinacja: strzelanie/bieg przełajowy | Suma punktów | Pozycja | Źródło |
| Zawodnik      | Konkurencja | Wynik (wygrane) | M.         | Punkty     | Czas     | M.       | Punkty   | M.          | Punkty      | Czas                                   | M.                                     | Punkty                                 | Suma punktów | Pozycja | Źródło |
| ------------- | ----------- | --------------- | ---------- | ---------- | -------- | -------- | -------- | ----------- | ----------- | -------------------------------------- | -------------------------------------- | -------------------------------------- | ------------ | ------- | ------ |
| Natalya Coyle | kobiety     | 23              | 3.         | 239        | 2:13,88  | 13.      | 283      | 27.         | 234         | 13:08,51                               | 28.                                    | 512                                    | 1268         | 24.     | [ 50 ] |

### Pływanie
| Zawodnik                                              | Konkurencja                     | Eliminacje | Eliminacje | Półfinał | Półfinał | Finał   | Finał   | Źródło               |
| Zawodnik                                              | Konkurencja                     | Czas       | Miejsce    | Czas     | Miejsce  | Czas    | Miejsce | Źródło               |
| ----------------------------------------------------- | ------------------------------- | ---------- | ---------- | -------- | -------- | ------- | ------- | -------------------- |
| Daniel Wiffen                                         | 800 m dowolnym (m)              | 7:51,65    | 14.        | N/A      | N/A      | NQ      | NQ      | [ 51 ] [ 52 ]        |
| Daniel Wiffen                                         | 1500 m dowolnym (m)             | 15:07,69   | 20.        | N/A      | N/A      | NQ      | NQ      | [ 53 ] [ 54 ]        |
| Darragh Greene                                        | 100 m klasycznym (m)            | 1:00,30    | 29.        | NQ       | NQ       | NQ      | NQ      | [ 55 ] [ 56 ] [ 57 ] |
| Darragh Greene                                        | 200 m klasycznym (m)            | 2:11,09    | 23.        | NQ       | NQ       | NQ      | NQ      | [ 58 ] [ 59 ] [ 60 ] |
| Shane Ryan                                            | 100 m motylkowym (m)            | 52,52      | 37.        | NQ       | NQ       | NQ      | NQ      | [ 61 ] [ 62 ] [ 63 ] |
| Brendan Hyland                                        | 200 m motylkowym (m)            | 1:57,09    | 23.        | NQ       | NQ       | NQ      | NQ      | [ 64 ] [ 65 ] [ 66 ] |
| Jack McMillan Finn McGeever Brendan Hyland Shane Ryan | sztafeta 4 × 200 m dowolnym (m) | 7:15,48    | 14.        | N/A      | N/A      | NQ      | NQ      | [ 67 ] [ 68 ]        |
| Danielle Hill                                         | 50 m dowolnym (k)               | 25,70      | 33.        | NQ       | NQ       | NQ      | NQ      | [ 69 ] [ 70 ] [ 71 ] |
| Danielle Hill                                         | 100 m grzbietowym (k)           | 1:00,86    | 25.        | NQ       | NQ       | NQ      | NQ      | [ 72 ] [ 73 ] [ 74 ] |
| Mona McSharry                                         | 100 m klasycznym (k)            | 1:06,39    | 9.         | 1:06,59  | 8.       | 1:06,94 | 8.      | [ 75 ] [ 76 ] [ 77 ] |
| Mona McSharry                                         | 200 m klasycznym (k)            | 2:25,08    | 20.        | NQ       | NQ       | NQ      | NQ      | [ 78 ] [ 79 ] [ 80 ] |
| Ellen Walshe                                          | 100 m motylkowym (k)            | 59,35      | 24.        | NQ       | NQ       | NQ      | NQ      | [ 81 ] [ 82 ] [ 83 ] |
| Ellen Walshe                                          | 200 m motylkowym (k)            | 2:13,34    | 19.        | NQ       | NQ       | NQ      | NQ      | [ 84 ] [ 85 ] [ 86 ] |

### Rugby 7
Turniej mężczyzn
Reprezentacja mężczyzn
| - Jordan Conroy - Billy Dardis - Ian Fitzpatrick - Foster Horan - Jack Kelly - Terry Kennedy - Adam Leavy |  | - Hugo Lennox - Harry McNulty - Gavin Mullin - Greg O’Shea - Mark Roche - Bryan Mollen |

| Drużyna  | Konkurencja | Faza grupowa            | Faza grupowa            | Faza grupowa     | Faza grupowa | Ćwierćfinały     | Mecz o m. 9-12         | Mecz 9.miejsce   | Pozycja | Źródło        |
| Drużyna  | Konkurencja | Przeciwnik Wynik        | Przeciwnik Wynik        | Przeciwnik Wynik | Pozycja      | Przeciwnik Wynik | Przeciwnik Wynik       | Przeciwnik Wynik | Pozycja | Źródło        |
| -------- | ----------- | ----------------------- | ----------------------- | ---------------- | ------------ | ---------------- | ---------------------- | ---------------- | ------- | ------------- |
| Irlandia | mężczyźni   | Południowa Afryka 33:14 | Stany Zjednoczone 19:17 | Kenia 12:7       | 3.           | NQ               | Korea Południowa< 31:0 | Kenia 0:22       | 10.     | [ 87 ] [ 88 ] |

### Skoki do wody
| Zawodnik       | Konkurencja                      | Preeliminacje | Preeliminacje | Półfinał | Półfinał | Finał  | Finał   | Źródło               |
| Zawodnik       | Konkurencja                      | Punkty        | Miejsce       | Punkty   | Miejsce  | Punkty | Miejsce | Źródło               |
| -------------- | -------------------------------- | ------------- | ------------- | -------- | -------- | ------ | ------- | -------------------- |
| Oliver Dingley | trampolina 3 m indywidualnie (m) | 335,00        | 25.           | NQ       | NQ       | NQ     | NQ      | [ 89 ] [ 90 ] [ 91 ] |
| Tanya Watson   | wieża 10 m indywidualnie (k)     | 289,40        | 16.           | 278,15   | 15.      | NQ     | NQ      | [ 92 ] [ 93 ] [ 94 ] |

### Strzelectwo
| Zawodnik      | Konkurencja | Kwalifikacje | Kwalifikacje | Finał | Finał   | Źródło        |
| Zawodnik      | Konkurencja | Wynik        | Pozycja      | Wynik | Pozycja | Źródło        |
| ------------- | ----------- | ------------ | ------------ | ----- | ------- | ------------- |
| Derek Burnett | trap (m)    | 118          | 26.          | NQ    | NQ      | [ 95 ] [ 96 ] |

### Taekwondo
| Zawodnik     | Konkurencja     | 1/8              | Ćwierćfinał      | Półfinał         | Repesaż          | Finał/3.miejsce  | Finał/3.miejsce | Źródło |
| Zawodnik     | Konkurencja     | Przeciwnik Wynik | Przeciwnik Wynik | Przeciwnik Wynik | Przeciwnik Wynik | Przeciwnik Wynik | Pozycja         | Źródło |
| ------------ | --------------- | ---------------- | ---------------- | ---------------- | ---------------- | ---------------- | --------------- | ------ |
| Jack Woolley | -58 kg mężczyzn | Guzmán P 19-22   | NQ               | NQ               | NQ               | NQ               | 11.             | [ 97 ] |

### Triathlon
| Zawodnik      | Konkurencja | Pływanie | Zmiana 1 | Jazda na rowerze | Zmiana 2 | Bieg  | Czas    | Pozycja | Źródło |
| ------------- | ----------- | -------- | -------- | ---------------- | -------- | ----- | ------- | ------- | ------ |
| Carolyn Hayes | kobiety     | 20:10    | 0:43     | 1:06:04          | 0:30     | 34:43 | 2:02:10 | 23.     | [ 98 ] |
| Russell White | mężczyźni   | 18:35    | 0:44     | 57:40            | 0:36     | 37:05 | 1:54:40 | 48.     | [ 99 ] |

### Wioślarstwo
| Zawodnik                                              | Konkurencja | Eliminacje | Eliminacje | Repesaż | Repesaż | Ćwierćfinały | Ćwierćfinały | Półfinały | Półfinały       | Finał           | Finał      | Miejsce | Źródło  |
| Zawodnik                                              | Konkurencja | Czas       | M.         | Czas    | M.      | Czas         | M.           | Czas      | M.              | Czas            | M.         | Miejsce | Źródło  |
| ----------------------------------------------------- | ----------- | ---------- | ---------- | ------- | ------- | ------------ | ------------ | --------- | --------------- | --------------- | ---------- | ------- | ------- |
| Ronan Byrne Philip Doyle                              | M2x         | 6:14,40    | 4.         | 6:29,90 | 3.      | N/A          | N/A          | 6:49,06   | 6.              | 6:16,89 Finał B | 4.         | 10.     | [ 100 ] |
| Fintan McCarthy Paul O’Donovan                        | LM2x        | 6:23,74    | 1.         | N/A     | N/A     | N/A          | N/A          | 6:05,33   | 1.              | 6:06,43         | 1. Finał A | złoto   | [ 101 ] |
| Sanita Pušpure                                        | W1x         | 7:46,08    | 1.         | N/A     | N/A     | 7:58,30      | 1.           | 7:34,40   | 5. Półfinał A/B | DNS             | DNS        | 12.     | [ 102 ] |
| Aileen Crowley Monika Dukarska                        | W2-         | 7:24,71    | 4.         | 7:31,99 | 3.      | N/A          | N/A          | 7:06,07   | 5.              | 7:02,22         | 5. Finał B | 11.     | [ 103 ] |
| Aoife Casey Margaret Cremen                           | LW2x        | 7:17,67    | 5.         | 7:23,46 | 3.      | N/A          | N/A          | 6:49,24   | 5.              | 6:49,90         | 2. Finał B | 8.      | [ 104 ] |
| Aifric Keogh Eimear Lambe Fiona Murtagh Emily Hegarty | W4-         | 6:28,99    | 2.         | N/A     | N/A     | N/A          | N/A          | N/A       | N/A             | 6:20,46         | 3. Finał A | brąz    | [ 105 ] |

### Żeglarstwo
| Zawodnik                      | Konkurencja  | Wyścig | Wyścig | Wyścig | Wyścig | Wyścig | Wyścig | Wyścig | Wyścig | Wyścig | Wyścig | Wyścig | Wyścig | Wyścig | Punkty | Finałowa pozycja | Źródło  |
| Zawodnik                      | Konkurencja  | 1      | 2      | 3      | 4      | 5      | 6      | 7      | 8      | 9      | 10     | 11     | 12     | M*     | Punkty | Finałowa pozycja | Źródło  |
| ----------------------------- | ------------ | ------ | ------ | ------ | ------ | ------ | ------ | ------ | ------ | ------ | ------ | ------ | ------ | ------ | ------ | ---------------- | ------- |
| Annalise Murphy               | Laser Radial | 35     | 12     | 24     | 37     | 9      | 10     | 1      | 2      | 30     | 40     | N/A    | NQ     | 160    | 18.    | [ 106 ]          |         |
| Robert Dickson Sean Waddilove | 49er         | 1      | 12     | 11     | 13     | 20 DSQ | 20 DSQ | 8      | 18     | 8      | 3      | 17     | 1      | N/A    | 112    | 13.              | [ 107 ] |

M – Wyścig medalowy